# Società Polisportiva Tre Fiori 2011-2012
Questa voce raccoglie le informazioni riguardanti la Società Polisportiva Tre Fiori nelle competizioni ufficiali della stagione 2011-2012.

## Stagione
La squadra prende parte alle qualificazioni per la UEFA Champions League 2011-2012 venendo eliminata al primo turno dai maltesi del Valletta.

## Rosa
| N. |                       | Ruolo | Calciatore                  |
| -- | --------------------- | ----- | --------------------------- |
| 1  | Italia (bandiera)     | P     | Mauro Bertozzi              |
| 2  | San Marino (bandiera) | D     | Matteo Vendemini            |
| 3  | San Marino (bandiera) | C     | Maximiliano Baizan          |
| 4  | Italia (bandiera)     | D     | Alessio Ballanti            |
| 5  | Italia (bandiera)     | C     | Nicola Canarezza (capitano) |
| 6  | San Marino (bandiera) | D     | Giacomo Benedettini         |
| 7  | San Marino (bandiera) | C     | Michael Simoncini           |
| 8  | Italia (bandiera)     | C     | Paolo Tarini                |
| 9  | San Marino (bandiera) | A     | Jacopo Manzari              |
| 10 | San Marino (bandiera) | A     | Federico Amici              |
| 11 | Italia (bandiera)     | A     | Alessandro Giunta           |
| 12 | Italia (bandiera)     | P     | Gianluca Cola               |

| N. |                       | Ruolo | Calciatore       |
| -- | --------------------- | ----- | ---------------- |
| 14 | Albania (bandiera)    | C     | Altin Lisi       |
| 15 | Albania (bandiera)    | C     | Gerhard Zenunay  |
| 16 | San Marino (bandiera) | D     | Francesco Stolfi |
| 17 | Albania (bandiera)    | D     | Donald Zenunay   |
| 18 | San Marino (bandiera) | D     | Nicolò Grini     |
| 19 | Italia (bandiera)     | D     | Simone Grana     |
| 20 | San Marino (bandiera) | D     | Matteo Andreini  |
| 21 | San Marino (bandiera) | C     | Fabio Vannoni    |
| 22 | San Marino (bandiera) | C     | Michele Muratori |
| 23 | San Marino (bandiera) | C     | Federico Macina  |
|    | San Marino (bandiera) | C     | Daniele Maiani   |